# Moto Guzzi Stornello-serie
De Moto Guzzi Stornello-serie is een serie motorfietsen die het merk Moto Guzzi in de jaren zestig en -zeventig produceerde.

## Voorgeschiedenis

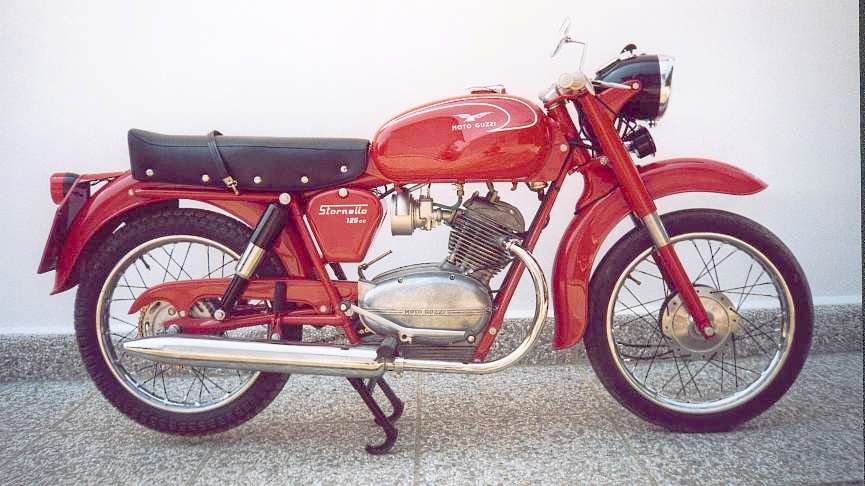
Moto Guzzi Stornello 125 Turismo uit 1952

Moto Guzzi was aan het einde van de jaren vijftig het meest bekend van 500 cc eencilinders met een liggende cilinder, die al sinds de oprichting in 1921 geproduceerd werden. In de jaren vijftig liep de interesse van het publiek voor dergelijke zware motorfietsen terug. De daling van de vraag werd nog versterkt door de opkomst van de kleine auto. Op de Italiaanse binnenlandse markt was dat de Fiat 500. Ingenieur Giulio Cesare Carcano had na de oorlog de leiding gekregen over de raceafdeling van Moto Guzzi, maar toen men na 1957 alle race-activiteiten beëindigde, kreeg hij de taak een motorfiets te ontwerpen die licht was en die bovendien goedkoop te produceren was.

## Stornello 125 (Turismo)
Stornello betekent “spreeuw”. Deze naam kreeg de machine volgens de traditie bij Moto Guzzi, waar bijna alle modellen al sinds 1939 een vogelnaam hadden gekregen. De eerste versie kwam in 1960 op de markt. Om de productie zo goedkoop mogelijk te houden waren er een aantal zaken gedaan: Er was een nieuwe machine in gebruik genomen die alle laswerkzaamheden aan het frame kon uitvoeren, het carter was gegoten zodat er geen nabewerkingen meer nodig waren, de kleppen stonden parallel naast elkaar en er was een wet-sump smeersysteem toegepast om op die manier een tweede oliepomp, een olietank en een aantal leidingen uit te sparen. De Stornello leek in zijn eerste uitvoering op de Moto Guzzi Lodola Sport 175. Vanaf 1961, toen de Stornello 125 Sport verscheen, kreeg de Stornello 125 de toevoeging "Turismo". De Stornello kostte in zijn eerste uitvoering 179.000 Lire.

### Motor
De Stornello 125 had een eencilinder kopklepmotor met stoterstangen. De cilinder helde iets naar voren, ca. 25°. Het was een lange slag motor, boring en slag bedroegen 52 × 58 mm. Het was een rijwindgekoelde motor die slechts 7 pk leverde. Daarmee was een topsnelheid van ca. 100 km per uur mogelijk.

### Aandrijflijn
De Stornello had een blokmotor, zoals dat bij Moto Guzzi gebruikelijk was. Dat betekende dat de versnellingsbak in hetzelfde carter lag. De primaire aandrijving kon daardoor met tandwielen gebeuren. Er was een meervoudige natte platenkoppeling toegepast en een voetgeschakelde vierversnellingsbak. De secundaire aandrijving verliep via een ketting.

### Rijwielgedeelte
De Stornello had een eenvoudig dubbel wiegframe met een telescoopvork aan de voorkant en een swingarm met twee veer/demperelementen achter. Vóór en achter waren trommelremmen gebruikt en onder het zadel zat een gereedschapskastje, waarop bij de eerste modellen ook de claxon was gemonteerd.

## Stornello 125 Sport
De Sport verscheen al eind 1961. Hoewel de vormgeving nog niet veel afweek van de normale Stornello, die vanaf dat moment Stornello 125 Turismo ging heten, was het duozadel voorzien van een sportief oplopende achterkant. De motor was echter ook aangepast: de parallelle kleppen stonden nu weer onder een hoek, waardoor een meer bolvormige verbrandingskamer ontstond. Het luchtfilter was vervangen door een kelkje. Het vermogen was ook flink toegenomen, tot ruim 12 pk.

## Stornello 125 Regolarità

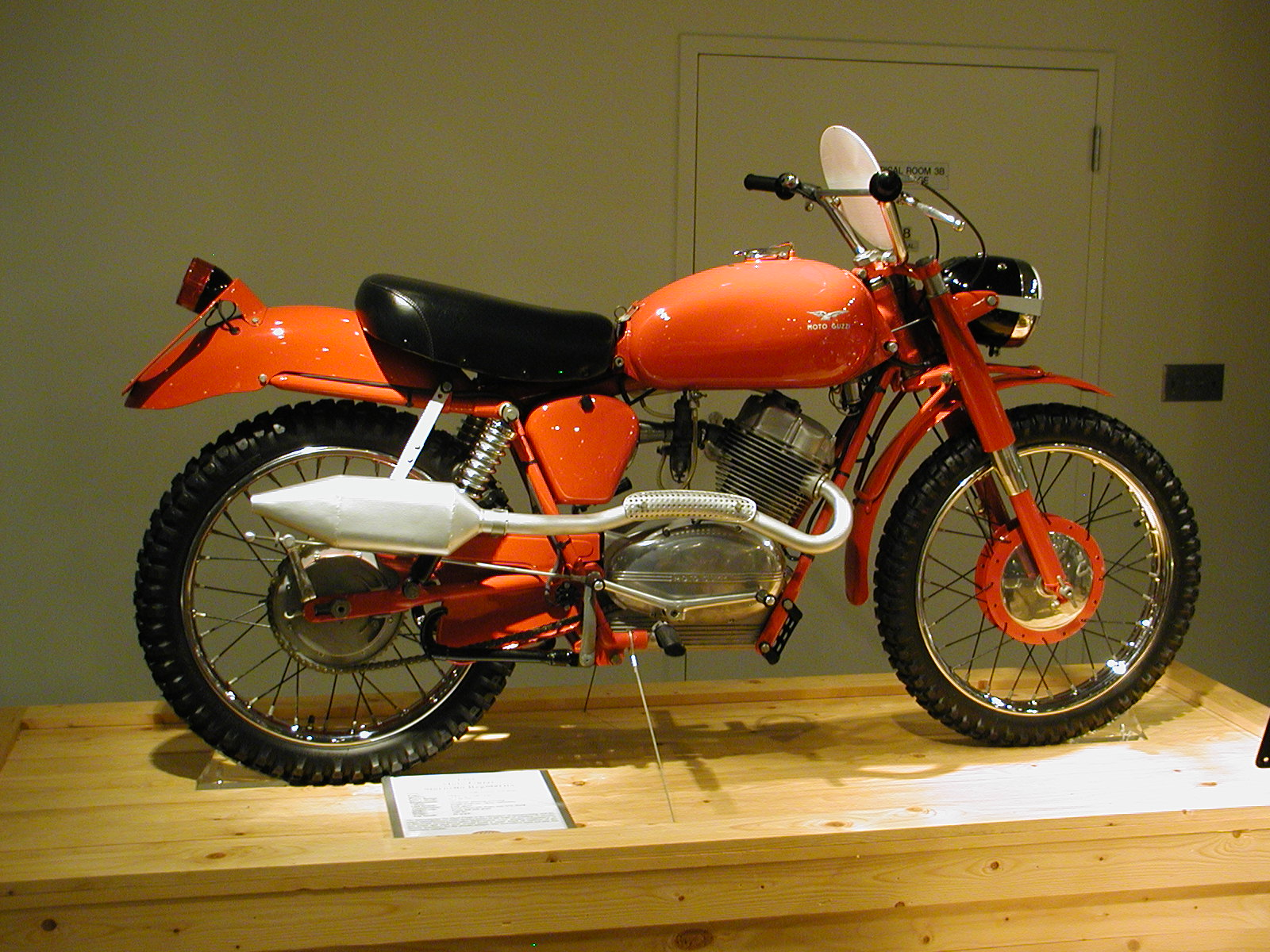
Moto Guzzi Stornello 125 Regolarità uit 1966

Toen Moto Guzzi successen boekte met de 175- en 250 cc Lodola Regolarità modellen, ging men de Stornello ook inzetten in de ISDT. Die kreeg daarvoor een licht geknepen versie van de "Sport" motor. Het rechter carterdeksel was gedeeld uitgevoerd om het voorste kettingtandwiel beter bereikbaar te maken. Ook het oliefilterdeksel zat op een makkelijker bereikbare plek. Er was een omhooggebogen uitlaat gemonteerd en de oliepan werd beschermd tegen steenslag door een extra hulpframe. De remmen en de voorvork waren overgenomen van de Lodola. De luchtinlaatkelk was afgeschermd, de tank snel afneembaar en er was een dubbel ontstekingscircuit met twee bobines. In 1963 won het nationale team er een Zilveren Vaas mee, maar in 1964 stopte Moto Guzzi alle wedstrijdactiviteiten en vanaf dat moment werd de Stornello Regularità voor privérijders beschikbaar. Zijn opvolgers, de Scrambler America en later de Scrambler, waren minder geschikt voor wedstrijden.

## Stornello 125 Scrambler America en 125 Sport America
In 1966/1967 was Moto Guzzi overgegaan in andere handen. De nieuwe eigenaar SEIMM (Società Esercizio Idustrie Moto Meccaniche) rationaliseerde de productie en richtte zich meer op de exportmarkt, met name die in de Verenigde Staten. Daarom kreeg de Stornello 125 Regolarità deze nieuwe naam. Maar de Regolarità was niet meer de oude: alle speciale zaken die voor de ISDT nodig waren geweest waren verdwenen. De Scrambler America was geen wedstrijdmachine maar een terreinmotorfietsje als vrijetijdsobject. Hij bleef tot 1969 in productie. Met de 125 Sport gebeurde hetzelfde.

## Stornello 160

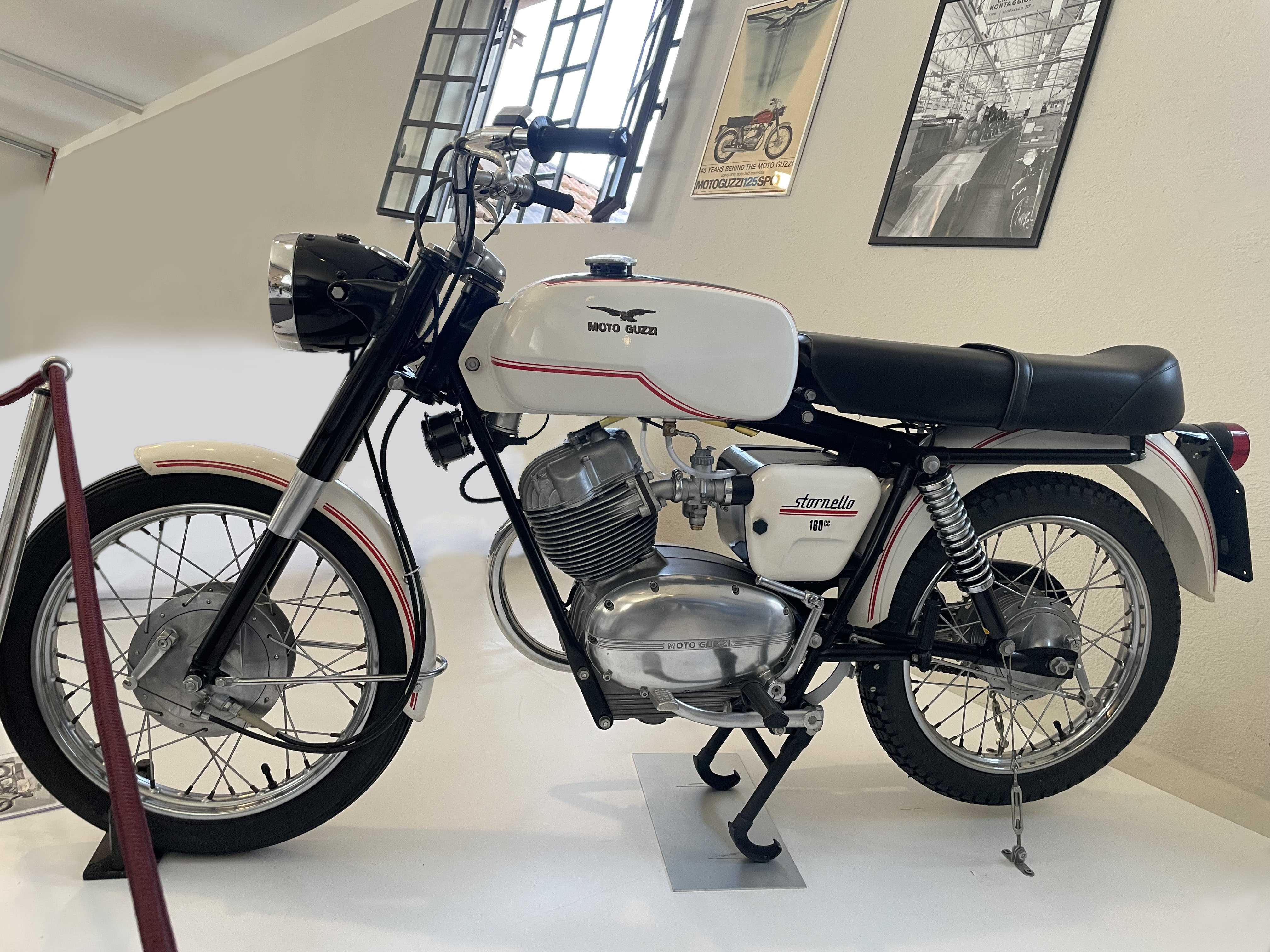
Moto Guzzi Stornello 160

In 1968 werd de boring van de Stornello vergroot tot 58 mm en daardoor ontstond een 153,2 cc motor die de naam Stornello 160 kreeg. De vormgeving was veel sportiever geworden. De Stornello 160 had aanvankelijk nog vier versnellingen en hij leverde ongeveer 16 pk. In 1970 werd alle modellen veel strakker vormgegeven en ze kregen de wit/rood/zwarte kleurcombinatie van de V7 Special. Ook kregen ze allemaal vijf versnellingen.

## Stornello 125 5V en Stornello 125 Scrambler

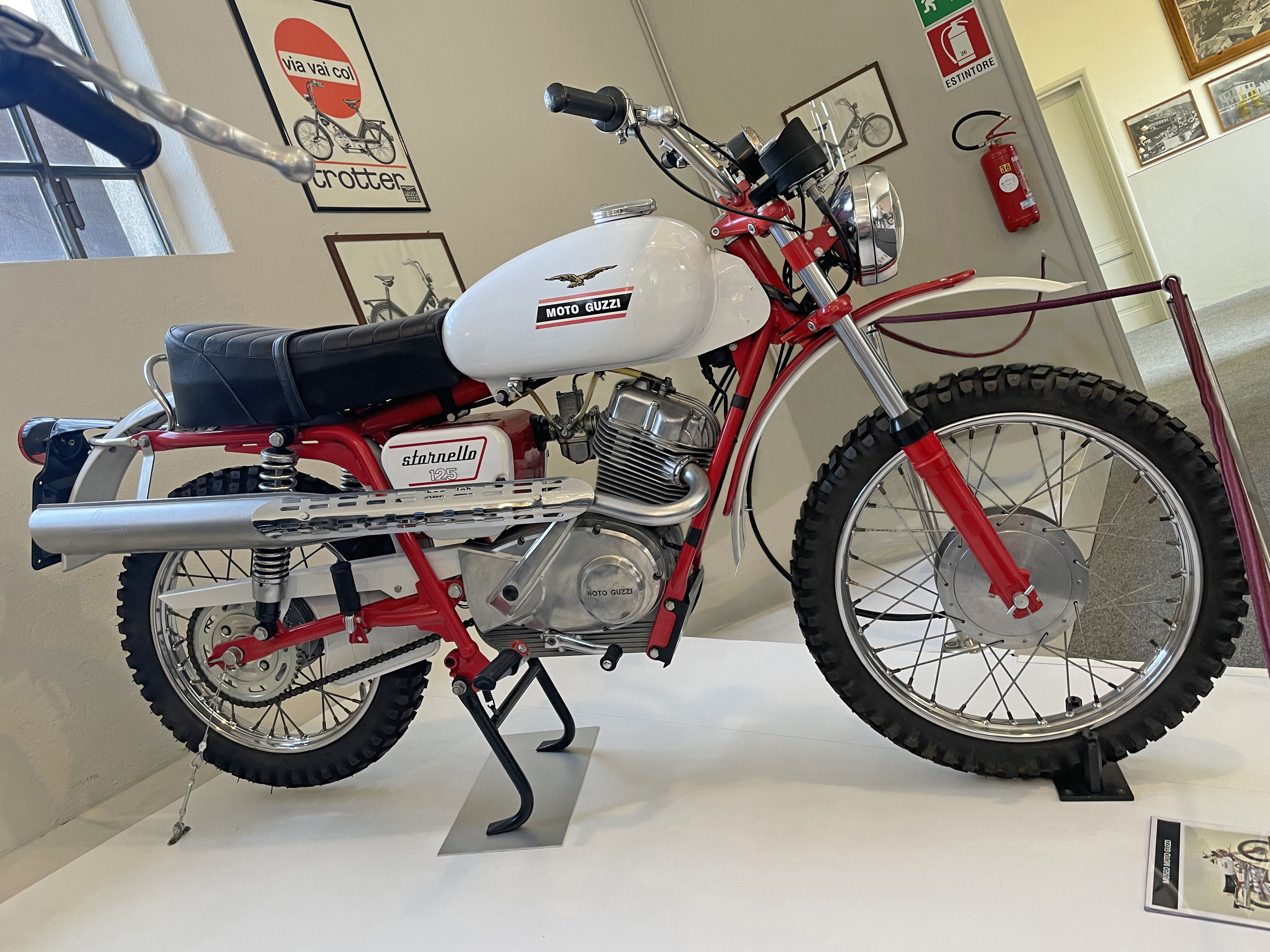
Moto Guzzi Stornello Scrambler

Voor de sportieve rijder was sinds 1968 de Stornello 160 beschikbaar, en daarom verschenen in 1970 de "standaard" Stornello 125 én de 125 Scrambler in de nieuwe kleurstelling en met een vijfversnellingsmotor. Ze bleven tot 1975 in productie en kregen geen opvolger.

## Technische gegevens
| Moto Guzzi Stornello   | 125                                    | 125 Turismo                            | 125 Sport                              | 125 Regolarità                               | 125 Scrambler America                  | 125 Sport America                      | 160                                            | 125 5V                                 | 125 Scrambler                          |
| ---------------------- | -------------------------------------- | -------------------------------------- | -------------------------------------- | -------------------------------------------- | -------------------------------------- | -------------------------------------- | ---------------------------------------------- | -------------------------------------- | -------------------------------------- |
| Periode                | 1960-1961                              | 1962-1967                              | 1962-1967                              | 1962-1967                                    | 1967-1969                              | 1967-1969                              | 1968-1975                                      | 1970-1975                              | 1970-1975                              |
| Categorie              | Toermotor                              | Toermotor                              | Sportmotor                             | Enduromotor                                  | Offroad                                | Sportmotor                             | Toermotor                                      | Toermotor                              | Offroad                                |
| Motortype              | Kopklepmotor                           | Kopklepmotor                           | Kopklepmotor                           | Kopklepmotor                                 | Kopklepmotor                           | Kopklepmotor                           | Kopklepmotor                                   | Kopklepmotor                           | Kopklepmotor                           |
| Bouwwijze              | Dwarsgeplaatste 25° eencilinder        | Dwarsgeplaatste 25° eencilinder        | Dwarsgeplaatste 25° eencilinder        | Dwarsgeplaatste 25° eencilinder              | Dwarsgeplaatste 25° eencilinder        | Dwarsgeplaatste 25° eencilinder        | Dwarsgeplaatste 25° eencilinder                | Dwarsgeplaatste 25° eencilinder        | Dwarsgeplaatste 25° eencilinder        |
| Cilinder               | Aluminium                              | Aluminium                              | Aluminium                              | Aluminium                                    | Aluminium                              | Aluminium                              | Aluminium                                      | Aluminium                              | Aluminium                              |
| Cilinderkop            | Aluminium                              | Aluminium                              | Aluminium                              | Aluminium                                    | Aluminium                              | Aluminium                              | Aluminium                                      | Aluminium                              | Aluminium                              |
| Klepopstelling         | 2 Kopkleppen                           | 2 Kopkleppen                           | 2 Kopkleppen                           | 2 Kopkleppen                                 | 2 Kopkleppen                           | 2 Kopkleppen                           | 2 Kopkleppen                                   | 2 Kopkleppen                           | 2 Kopkleppen                           |
| Klepbediening          | Stoterstangen en tuimelaars            | Stoterstangen en tuimelaars            | Stoterstangen en tuimelaars            | Stoterstangen en tuimelaars                  | Stoterstangen en tuimelaars            | Stoterstangen en tuimelaars            | Stoterstangen en tuimelaars                    | Stoterstangen en tuimelaars            | Stoterstangen en tuimelaars            |
| Carburateur            | Dell'Orto ME 18BS                      | Dell'Orto ME 18BS                      | Dell'Orto 24 mm                        | Dell'Orto 24 mm, vanaf 1964: Dell'Orto 22 mm | Dell'Orto 22 mm                        | Onbekend                               | Dell'Orto 20 mm, vanaf 1970: Dell'Orto 22 mm   | Dell'Orto 22 mm                        | Dell'Orto 22 mm                        |
| Ontsteking             | Vliegwielmagneet                       | Vliegwielmagneet                       | Vliegwielmagneet                       | Bobine                                       | Vliegwielmagneet                       | Vliegwielmagneet                       | Vliegwielmagneet                               | Vliegwielmagneet                       | Vliegwielmagneet                       |
| boring                 | 52 mm                                  | 52 mm                                  | 52 mm                                  | 52 mm                                        | 52 mm                                  | 52 mm                                  | 58 mm                                          | 52 mm                                  | 52 mm                                  |
| slag                   | 58 mm                                  | 58 mm                                  | 58 mm                                  | 58 mm                                        | 58 mm                                  | 58 mm                                  | 58 mm                                          | 58 mm                                  | 58 mm                                  |
| Cilinderinhoud         | 123,2 cc                               | 123,2 cc                               | 123,2 cc                               | 123,2 cc                                     | 123,2 cc                               | 123,2 cc                               | 153,2 cc                                       | 123,2 cc                               | 123,2 cc                               |
| Smeersysteem           | Wet-sump                               | Wet-sump                               | Wet-sump                               | Wet-sump                                     | Wet-sump                               | Wet-sump                               | Wet-sump                                       | Wet-sump                               | Wet-sump                               |
| Compressieverhouding   | 8:1                                    | 8:1                                    | 11:1                                   | 11:1                                         | Onbekend                               | Onbekend                               | 9,5:1                                          | 9,6:1                                  | 9,6:1                                  |
| Max. Vermogen          | 7 pk bij 7.200 tpm                     | 7 pk bij 7.200 tpm                     | >12 pk                                 | 12 pk bij 8.000 tpm                          | Onbekend                               | Onbekend                               | 16,2 pk bij 7.400 tpm                          | 12 pk                                  | 13,4 pk bij 8.400 tpm                  |
| Topsnelheid            | 100 km/h                               | 100 km/h                               | Onbekend                               | Onbekend                                     | Onbekend                               | Onbekend                               | 125 km/h                                       | 120 km/h                               | 100 km/h                               |
| Primaire aandrijving   | Tandwielen                             | Tandwielen                             | Tandwielen                             | Tandwielen                                   | Tandwielen                             | Tandwielen                             | Tandwielen                                     | Tandwielen                             | Tandwielen                             |
| Koppeling              | Meervoudige natte platenkoppeling      | Meervoudige natte platenkoppeling      | Meervoudige natte platenkoppeling      | Meervoudige natte platenkoppeling            | Meervoudige natte platenkoppeling      | Meervoudige natte platenkoppeling      | Meervoudige natte platenkoppeling              | Meervoudige natte platenkoppeling      | Meervoudige natte platenkoppeling      |
| Versnellingen          | 4 Voetgeschakeld                       | 4 Voetgeschakeld                       | 4 Voetgeschakeld                       | 4 Voetgeschakeld                             | 4 Voetgeschakeld                       | 4 Voetgeschakeld                       | 4 Voetgeschakeld, vanaf 1970: 5 voetgeschakeld | 5 Voetgeschakeld                       | 5 Voetgeschakeld                       |
| Secundaire aandrijving | Ketting                                | Ketting                                | Ketting                                | Ketting                                      | Ketting                                | Ketting                                | Ketting                                        | Ketting                                | Ketting                                |
| frame                  | Dubbel wiegframe                       | Dubbel wiegframe                       | Dubbel wiegframe                       | Dubbel wiegframe                             | Dubbel wiegframe                       | Dubbel wiegframe                       | Dubbel wiegframe                               | Dubbel wiegframe                       | Dubbel wiegframe                       |
| Wielbasis              | 1.250 mm                               | 1.250 mm                               | Onbekend                               | Onbekend                                     | Onbekend                               | Onbekend                               | Onbekend                                       | Onbekend                               | Onbekend                               |
| Vering vóór            | Telescoopvork                          | Telescoopvork                          | Telescoopvork                          | Telescoopvork                                | Telescoopvork                          | Telescoopvork                          | Telescoopvork                                  | Telescoopvork                          | Telescoopvork                          |
| Vering achter          | Swingarm met hydraulische schokdempers | Swingarm met hydraulische schokdempers | Swingarm met hydraulische schokdempers | Swingarm met hydraulische schokdempers       | Swingarm met hydraulische schokdempers | Swingarm met hydraulische schokdempers | Swingarm met hydraulische schokdempers         | Swingarm met hydraulische schokdempers | Swingarm met hydraulische schokdempers |
| Wielen                 | 17" × 2,25                             | 17" × 2,25                             | 17" × 2,25                             | Onbekend                                     | Onbekend                               | Onbekend                               | Onbekend                                       | Onbekend                               | Onbekend                               |
| Banden                 | Vóór 17" × 2,50, achter 17" × 2,75     | Vóór 17" × 2,50, achter 17" × 2,75     | Vóór 17" × 2,50, achter 17" × 2,75     | Vóór 19" × 2,75, achter 18" × 3,00           | Onbekend                               | Onbekend                               | Vóór 17" × 2,50, achter 17" × 3,00             | Vóór 17" × 2,50, achter 17" × 3,00     | Vóór 17" × 2,50, achter 17" × 3,00     |
| Rem(men)               | Trommelrem vóór en achter              | Trommelrem vóór en achter              | Trommelrem vóór en achter              | Trommelrem vóór en achter                    | Trommelrem vóór en achter              | Trommelrem vóór en achter              | Trommelrem vóór en achter                      | Trommelrem vóór en achter              | Trommelrem vóór en achter              |
| Gewicht                | 85 kg                                  | 85 kg                                  | Onbekend                               | ca. 95 kg                                    | Onbekend                               | Onbekend                               | 115 kg                                         | Onbekend                               | 117 kg                                 |
| Tankinhoud             | 12,5 Liter                             | 12,5 Liter                             | Onbekend                               | Onbekend                                     | Onbekend                               | Onbekend                               | Onbekend                                       | Onbekend                               | Onbekend                               |